# Chermaine Shannon
Chermaine Shannon (sinh ngày 24 tháng 12 năm 1977) là một tay đua xe đạp chuyên nghiệp người Namibia. Năm 2007, cô đã giành chiến thắng giải vô địch cuộc đua đường trường quốc gia Namibia.